# Brewster F2A Buffalo
El Brewster F2A Buffalo (‘búfalo’ en inglés) fue un avión de caza fabricado por la compañía estadounidense Brewster Aeronautical Corporation que participó de forma limitada en la Segunda Guerra Mundial. En 1939 el F2A ganó una competición (contra el Grumman F4F Wildcat) para convertirse en el primer caza monoplano de la Armada de los Estados Unidos, sin embargo, el Buffalo fue una tremenda decepción en el Frente del Pacífico. También otras naciones, incluyendo a Finlandia, Bélgica, Reino Unido y Países Bajos, encargaron el Buffalo para reforzar sus fuerzas aéreas, pero de entre todos los operadores, solo los finlandeses lograron hacer del Buffalo un caza efectivo, utilizándolo en combate con unos resultados excelentes.

## Diseño y desarrollo

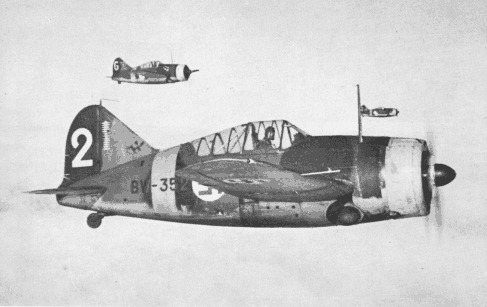
Brewster B-239 de la Fuerza Aérea Finlandesa en la Guerra de Continuación.

Este aparato tuvo su origen en un requerimiento de 1936 de la Armada de los Estados Unidos para una nueva generación de cazas embarcados.
Al formular su pedido a los fabricantes estadounidenses, la Armada señalaba entre los requisitos la configuración de monoplano con flaps de ala, gancho de apontaje, mecanismo de tren de aterrizaje retráctil y una cabina cerrada. Evidentemente estas especificaciones técnicas reconocían el hecho de que el biplano embarcado se aproximaba al final de su vida útil.
Se recibieron propuestas de Brewster, con la denominación XF2A-1, Grumman (XF44F-1) y Seversky (XFN-1), pero el único avión significativo a largo plazo fue el diseñado por Grumman, que inicialmente tenía configuración de biplano y que fue objeto de seria consideración por parte de la US Navy con el fin de tener una carta de recambio en caso de que fracasasen los monoplanos de reciente diseño.
El 22 de junio de 1936 se solicitó un prototipo del Brewster XF2A-1, y el mismo voló por primera vez en diciembre de 1937. Aunque tenía un claro parecido de familia con el XSBA-1 (Brewster SBA) de 1934, el nuevo caza parecía ser más ancho y más corto, si bien una comparación de las dimensiones mostraba que este aspecto tenía mucho de engañoso.
Con una configuración de monoplano de ala de implantación media, estaba construido íntegramente en metal, excepto las superficies de control, recubiertas de tela.
Contaba con flaps escindidos de actuación hidráulica; los aterrizadores principales se replegaban hacia dentro para alojarse en el fuselaje.
La planta motriz estaba constituida por un motor radial Wright XR-1820-22 Cyclone de 950 hp (708 kW). Su aspecto recordaba levemente a su similar, el Polikarpov I-16 soviético.
Las pruebas de servicio del prototipo comenzaron en enero de 1938, y el 11 de junio la Armada de los Estados Unidos concluyó un contrato con Brewster para la provisión de 54 ejemplares del modelo de serie F2A-1. Doce meses más tarde comenzaron las entregas del mismo; nueve ejemplares equiparon casi de inmediato al Squadron VF-3 de la US Navy, a bordo del portaaviones USS Saratoga (CV-3).
Los restantes aviones, declarados excedentes (sic), fueron suministrados con la designación B-239 a Finlandia, país que por entonces se hallaba en guerra con la URSS. El resto que más tarde integró las unidades HLeLv 24 y HLeLv 26, se utilizó con éxito hasta mediados de 1944.
A comienzos de 1939 la Armada estadounidense encargó unos 43 ejemplares de una versión mejorada, con motor más potente, hélice mejorada y equipo de flotación incorporado. Con la denominación F2A-2, este avión comenzó a prestar servicio en septiembre de 1940. Le siguieron 108 aparatos de la variante F2A-3, con más blindaje y un parabrisas a prueba de balas; ambas versiones de serie equiparon a los escuadrones VF-2 y VF-3 de la Armada de los Estados Unidos y al escuadrón VFM-221 del Cuerpo de Marines. Algunos de ellos entraron en operaciones en el Pacífico, pero como se trataba de un avión excesivamente pesado, inestable y de poca maniobrabilidad, no estaba en condiciones de oponerse a los cazas japoneses.
Misiones de compra de Bélgica y Gran Bretaña encargaron 40 B-339 y 170 B-339E respectivamente; de los primeros la mayoría fue a parar a Gran Bretaña tras la invasión de Bélgica. Los aviones que se pedían eran versiones para operar con base en tierra, y por tanto carecían de gancho de apontaje y otros equipos específicamente destinados a operaciones desde portaaviones, pero en los demás aspectos eran similares a los F2A-3. De los que se entregaron a Bélgica solo ocho habían llegado a Francia; dos fueron capturados intactos por los alemanes; los otros seis fueron usados por la aviación francesa en Martinica, los demás pasaron a manos británicas, una pequeña cantidad prestó servicio en los 805.º y 885.º Squadrons del Arma Aérea de la Flota, el primero de los cuales los utilizó durante la defensa de Creta más como apoyo que en misiones de combate.
En cuanto a los que había pedido la RAF, que dio al tipo el nombre de Buffalo, comenzaron a ser entregados en julio de 1940. El 71.er Escuadrón recibió el primero en septiembre para pruebas de servicio, y enseguida se advirtió que las prestaciones del Buffalo eran absolutamente inadecuadas para su utilización en el teatro europeo.

## Historia operacional
A finales de 1939, Finlandia compró 44 B-239 (versión desnavalizada para exportación) propulsados por el motor radial de nueve cilindros Wright R-1820 G5 de 950 hp (708 kW) que fueron enviados entre enero y febrero de 1940, aunque las únicas cinco unidades listas para combate no llegaron a participar en la Guerra de Invierno (1939–1940), sin embargo, durante la Guerra de Continuación (1941-1944) los B-239 demostraron ser capaces de enfrentarse y destruir a la mayoría de los cazas soviéticos que operaban contra Finlandia en la época. En la primera etapa del conflicto lograron una relación de victorias de 32:1, es decir, 32 aviones soviéticos derribados por cada B-239 perdido, y se distinguieron como «ases» 36 pilotos de Buffalo.

### Teatro del Pacífico
Algunos Buffalo B-339 fueron enviados al Lejano Oriente con la finalidad de equipar los escuadrones 67,146,243,453 y 488 de la RAF y al 21.er Squadron de la Real Fuerza Aérea de Australia, y se les destinó a la defensa de Singapur y las instalaciones en los Estrechos. 
Cuando la Segunda Guerra Mundial comenzó en el Pacífico, en diciembre de 1941, el Buffalo sufrió graves pérdidas con las fuerzas aéreas tanto de la Commonwealth británica (B-339E) como de las Indias Orientales Neerlandesas (B-339D) en el Sudeste Asiático mientras se enfrentaban sin éxito a los más agiles Mitsubishi A6M Zero de la Armada Imperial Japonesa y los Nakajima Ki-43 del Ejército Imperial Japonés.
Con justa razón fueron apodados como los ataúdes voladores  y resultaron completamente inadecuados para la tarea, y los pocos ejemplares que sobrevivieron a la invasión japonesa combatieron junto al grupo de voluntarios americanos (AVG) que operaba en Birmania. Los británicos intentaron aligerar sus Buffalo, retirando munición y combustible e instalando armamento más ligero, pero había poca diferencia.
Los Buffalo que mejores resultados obtuvieron en combate fueron unos 71 de los 144 Brewster modelo B-339C y 339D que habían sido pedidos por el Militaire Luchtvaart van het Koninklijk Nederlands-Indisch Leger, o Real Servicio aéreo Neerlandés de la Indias Orientales y que actuaron en Java y Malaya. El primero era similar al B-339E, propulsado con el motor Wright R-1820 G-105 el segundo tenía un motor Wright GR-1820-40 de 1200 cv.
También prestó servicio en los escuadrones del Cuerpo de Marines de los Estados Unidos (versión F2A-3) en la Batalla de Midway. Demostrando por la experiencia en Midway que no era rival para el Zero, siendo ridiculizado por los pilotos de los Marines con el apodo de «ataúd volador». 
Cuando las primeras oleadas de aviones japoneses llegaron a Midway y empezaron su ataque, fueron recibidos por  inexpertos aviadores norteamericanos volando unos 28 anticuados Buffalo que actuaban como paraguas defensivo. Fue una matanza en el aire, 15 Buffalo fueron fácilmente derribados, doce volvieron a la isla y de ellos 7 no volverían a volar nunca más.

## Operadores
Australia

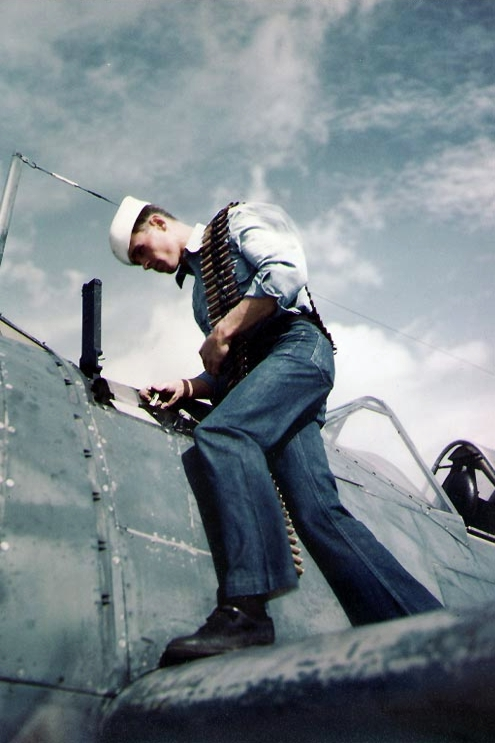
Un marino estadounidense recarga munición en un F2A en 1943

- Real Fuerza Aérea Australiana. Escuadrones n.º 21, n.º 24, n.º 25 (ex-neerlandeses), n.º 43, n.º 85, n.º 453, n.º 452 y n.º 87 (ex-neerlandeses, fotorreconocimiento).

 Estados Unidos
- Fuerza Aérea del Ejército de los Estados Unidos. 5ª Fuerza Aérea, Australia (ex-neerlandeses).
- Cuerpo de Marines de los Estados Unidos. Escuadrones VMF-211 (base Palmyra) y VMF-221 (Batalla de Midway)
- Armada de los Estados Unidos. Escuadrones VF-2, VF-3 y VS-201, entrenadores en la base Pensacola.

 Finlandia
- Fuerza Aérea Finlandesa. Escuadrón N.º 24 (1941–1944) y Escuadrón N.º 26 (1944–1945).

 Indonesia
- En 1942 las guerrillas independentistas de Indonesia capturaron un pequeño número de aviones en diversas bases aéreas durante la invasión japonesa de las Indias Orientales Neerlandesas y los guardaron en áreas remotas para prepararse ante la inminente guerra. La mayoría de los aviones fueron destruidos en conflictos militares entre los Países Bajos y la recién proclamada República de Indonesia durante la Revolución Nacional Indonesia de 1945–1949.

 Japón
- Algunos Buffalo capturados fueron reparados e hicieron vuelos de prueba con insignias tanto japonesas como británicas (en recreaciones de combate).

 Países Bajos
- Fuerza Aérea del Ejército Real de las Indias Orientales Neerlandesas. Prestó servicio en las unidades 3-VLG-IV (ML-KNIL), 1-VLG-V (ML-KNIL), 2-VLG-V (ML-KNIL) (ayudaron en la defensa de Singapur) y 3-VLG-V (ML-KNIL).

 Nueva Zelanda
- Real Fuerza Aérea de Nueva Zelanda. Escuadrones n.º 14 y n.º 488.

 Reino Unido
- Real Fuerza Aérea británica.  Escuadrones n.º 60, n.º 67 (pilotos neozelandeses mayoritariamente), n.º 71, n.º 146 y n.º 243 (pilotos neozelandeses mayoritariamente).
- Fleet Air Arm de la Marina Real. Escuadrones 711, 759, 760, 804, 805, 813 y 885.

## Especificaciones (F2A-1)

### Características generales
- Tripulación: 1
- Longitud: 7,9 m (25,9 ft)
- Envergadura: 10,7 m (35,1 ft)
- Altura: 3,6 m (11,9 ft)
- Superficie alar: 19,4 m² (208,9 ft²)
- Peso vacío: 1717 kg (3784,3 lb)
- Peso cargado: 2286 kg (5038,3 lb)
- Planta motriz: 1× Wright R-1820-34 Cyclone 9, radial de 9 cilindros refrigerado por aire.
  - Potencia: 701 kW (940 HP; 953 CV)
- Hélices: 1× tripala por motor.

### Rendimiento
- Velocidad máxima operativa (Vno): 516 km/h (321 MPH; 279 kt)
- Velocidad crucero (Vc): 275 km/h (171 MPH; 148 kt)
- Alcance: 2703 km (1460 nmi; 1680 mi)
- Techo de vuelo: 9144 m (30 000 ft)
- Régimen de ascenso: 744 m/min

### Armamento
- Ametralladoras: 4× 

  - 2× M2 de 12,7 mm, montadas en el morro
  - 2× M2 de 12,7 mm montadas en las alas
- Puntos de anclaje: 2 soportes subalares para cargar una combinación de:  
  - Bombas: 2× de 45 kg

### Desarrollos relacionados
- VL Humu

### Aeronaves similares
- Grumman F4F Wildcat
- Hawker Sea Hurricane
- Mitsubishi A6M Zero
- Polikarpov I-16
- Gee Bee R-1
- Fiat G.50
- Macchi MC.200
- Nakajima Ki-27
- Seversky P-35

### Secuencias de designación
- Secuencia F_A (Cazas de la Armada estadounidense, 1922-1962 (Brewster, 1935-1943)): F2A - F3A

### Listas relacionadas
- Anexo:Aeronaves militares de los Estados Unidos (navales)
- Anexo:Cazas de la Segunda Guerra Mundial
- Anexo:Aeronaves militares utilizadas en la Segunda Guerra Mundial
- Anexo:Aviones embarcados